# Ugyen Academy Football Club
Ugyen Academy Football Club é um clube de futebol butanês com sede em Punakha. Manda seus jogos no Lekeythang Football Field. Foi campeão nacional em 2013 e representou Butão na Copa do Presidente da AFC de 2014.